# Le Roman d'un génie
Pour l’article homonyme, voir Giuseppe Verdi.
Pour plus de détails, voir Fiche technique et Distribution.
Le Roman d'un génie (Giuseppe Verdi) est un film italien biographique réalisé par Carmine Gallone aux studios Cinecittà à Rome, sorti en 1938.
Réalisé pendant la période fasciste et qualifié de « film mussolinien », c'est le seul film italien distribué en France en 1940.

## Synopsis
Le film traite de la biographie romancée du compositeur Giuseppe Verdi (1813-1901), depuis son départ enfant, de la campagne autour de Busseto. Il évoque la mort de sa première épouse Margherita Barezzi, la rencontre avec sa future seconde épouse la soprano Giuseppina Strepponi, la rencontre avec Victor Hugo, et la composition de toutes ses œuvres importantes, parmi lesquelles se distinguent Nabucco, Rigoletto, Il trovatore, La traviata et Aida.

## Fiche technique
- Titre original : Giuseppe Verdi
- Réalisation : Carmine Gallone
- Scénario : Carmine Gallone, Lucio D'Ambra
- Production : Italia Film
- Photographie : Massimo Terzano
- Montage : Oswald Hafenrichter
- Distributeur : ENIC
- Genre : Film biographique[2]
- Durée : 110 minutes
- Dates de sortie : 
  - Royaume d'Italie : août 1938
  - France : 9 octobre 1940 (Paris)

## Distribution
- Fosco Giachetti : Giuseppe Verdi

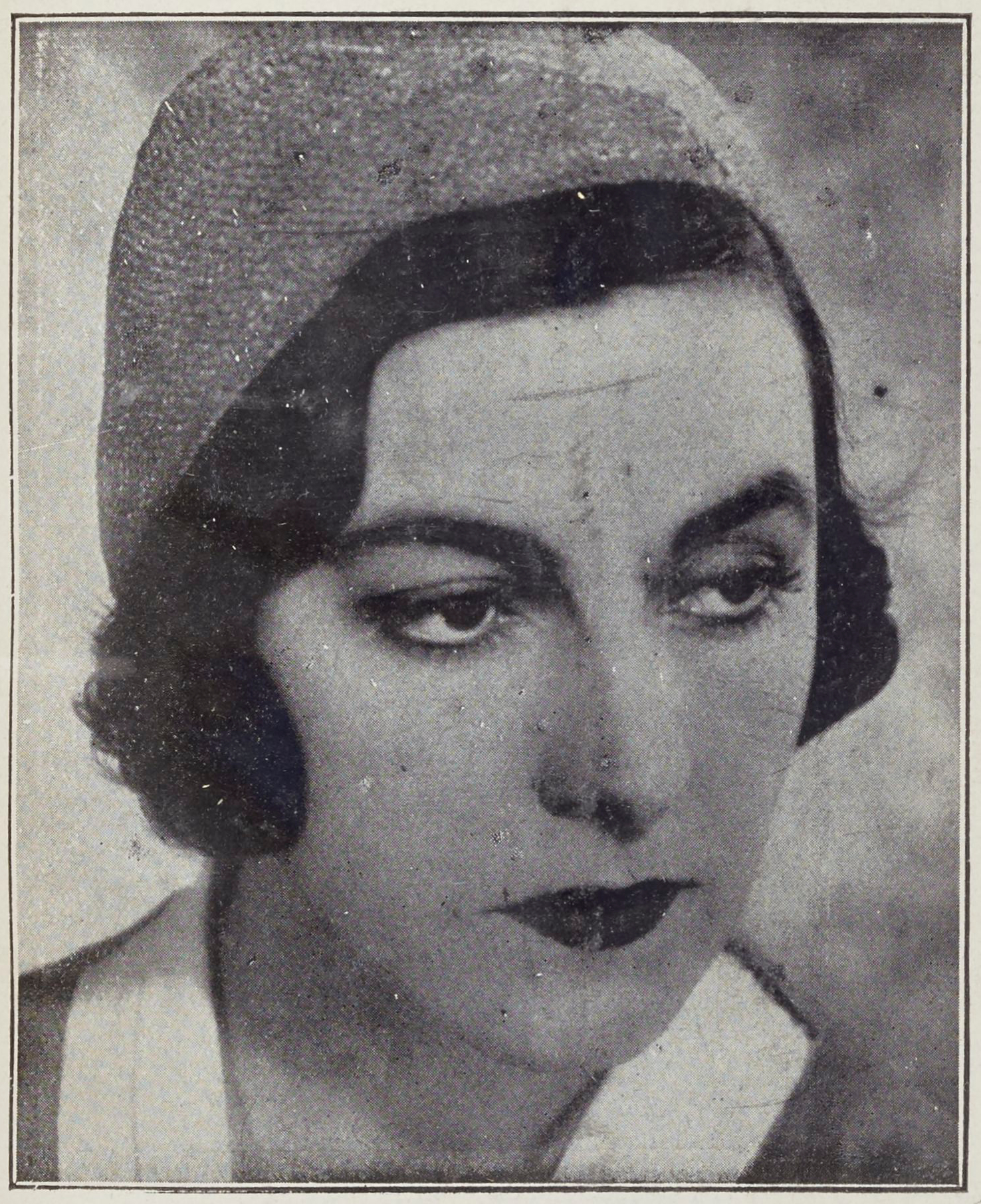
Gaby Morlay en 1938

- Gaby Morlay : Giuseppina Strepponi
- Germana Paolieri : Margherita Barezzi
- Camillo Pilotto : Antonio Barezzi
- Cesco Baseggio : le père de Verdi
- Maria Jacobini : Luigia Uttini, la mère de Verdi
- Maria Cebotari : Teresa Stolz
- Febo Mari : Merelli, le directeur de la Scala de Milan
- Carlo Duse : Temistocle Solera
- Eugenio Duse : L'impresario Massini
- Enrico Glori : Il maestro Mariani
- Clara Padoa : La contesse Maffei
- Achille Majeroni : Il maestro Basili
- Carlo Tamberlani : Demalde
- Augusto Di Giovanni : Antonio Ghislanzoni
- Gustavo Serena : Salvadore Cammarano
- Guido Celano : Francesco Maria Piave
- Henri Rollan : Victor Hugo
- Lamberto Picasso : Gaetano Donizetti
- Gabriel Gabrio : Honoré de Balzac
- Pierre Brasseur : Alexandre Dumas fils

## Critique
Pour Roger Boussinot, ce film émerge de la série de films réalisés par Gallone dans le domaine de l'opéra, et il considère que c'est une « adroite biographie filmée nourrie d'une anthologie des œuvres du maître ».

## Distinctions
- 1938 : Prix du meilleur film italien au Festival du film de Venise[4]